# Gouvernement Poullet
Royaume de Belgique
Vande Vyvere Jaspar I
Le gouvernement Poullet est un gouvernement catholique-socialiste qui gouverna la Belgique du 17 juin 1925 jusqu'au 8 mai 1926.   
Les élections législatives de 1925, ayant vu la victoire des socialistes et l'effondrement des libéraux, amène à une crise post-électorale. Le gouvernement catholique minoritaire Vande Vyvere tient moins de deux semaines. Après la tentative ratée des libéraux de former un gouvernement, le démocrate chrétien Prosper Poullet est chargé de former un gouvernement avec les socialistes. Les négociations se révèlent compliquées, Poullet devant tenir compte de l'aile conservatrice du Parti catholique alors que les socialistes refusent de faire des concessions aux conservateurs. Un nouveau gouvernement est péniblement mis en place mais est aussitôt rejeté par les sénateurs catholiques. Finalement, l'arrivée au gouvernement des extra-parlementaires Edouard Rolin-Jaequemyns et Paul Tschoffen permet la mise en place d'une majorité deux mois après les élections. La fracture entre catholiques conservateurs et démocrates chrétiens au sein du Parti catholique est cependant profonde et a été aggravée par l'accord de gouvernement.    
Ce gouvernement rompt avec la politique anti-allemande et pro-française ayant conduit à l'occupation de la Ruhr. Cette dernière prend fin à la suite de la signature des accords de Locarno, garantissant la nouvelle frontière entre la Belgique et l'Allemagne fixée par le traité de Versailles. 
Le gouvernement est très vite confronté à une opposition très vive, notamment des milieux financiers. Afin de rembourser la dette, le gouvernement tente de mettre en place une dévaluation du franc belge et d'augmenter les impôts. Le gouvernement étant impopulaire auprès des milieux financiers, ces derniers orchestrent une fuite des capitaux amenant à un effondrement du franc, forçant le gouvernement à abandonner sa politique monétaire et à donner sa démission.

## Composition
| Ministère                                                       | Nom                      | Parti               |
| --------------------------------------------------------------- | ------------------------ | ------------------- |
| Premier et ministre des affaires économiques                    | Prosper Poullet          | Parti catholique    |
| Ministre des affaires étrangères                                | Émile Vandervelde        | POB                 |
| Ministre de l'intérieur et de la santé publique                 | Édouard Rolin-Jaequemyns | extra-parlementaire |
| Ministre des arts et des sciences                               | Camille Huysmans         | POB                 |
| Ministre de la justice                                          | Paul Tschoffen           | Parti catholique    |
| Ministre des Finances                                           | Albert-Édouard Janssen   | extra-parlementaire |
| Ministre de l'agriculture                                       | Aloys Van de Vyvere      | Parti catholique    |
| Ministre des travaux publics                                    | Alfred Laboulle          | POB                 |
| Ministre de l'industrie, du travail et de la prévoyance sociale | Joseph Wauters           | POB                 |
| Ministre des chemins de fer, des postes et des télégraphes      | Édouard Anseele          | POB                 |
| Ministre de la défense nationale                                | Prosper Kestens          | extra-parlementaire |
| Ministre des colonies                                           | Henri Carton de Tournai  | Parti catholique    |

## Remaniements
- 10 décembre 1925
  - Prosper Poullet (Parti catholique) cède sa compétence comme ministre des affaires économiques à Pierre de Liedekerke de Pailhe et est nommé également ministre de la justice, en succession du démissionnaire Paul Tschoffen
- 16 janvier 1926
  - Prosper Poullet (Parti catholique) succède ad interim au ministre de la défense nationale démissionnaire Prosper Kestens
- 24 février 1926
  - Pierre de Liedekerke de Pailhe (Parti catholique) succède au ministre de l'agriculture démissionnaire, Aloys Vande Vyvere.